# كيفن ميخائيل
كيفن ميخائيل (بالإنجليزية: Kevin Michael)‏ هو كاتب أغاني وموسيقي ومغني أمريكي، ولد في 22 أكتوبر 1985 في تشيستر في الولايات المتحدة.

## وصلات خارجية
- كيفن ميخائيل على موقع ميوزك برينز (الإنجليزية)
- كيفن ميخائيل على موقع أول ميوزيك (الإنجليزية)
- كيفن ميخائيل على موقع ديسكوغز (الإنجليزية)